# Sarny Małe
Sarny Małe (deutsch Klein Sarne) ist eine Ortschaft in der Gemeinde Lewin Brzeski im Powiat Brzeski der Woiwodschaft Opole.

## Geographie

### Geographische Lage
Das Straßendorf Sarny Małe liegt im Westen der historischen Region Oberschlesien an der Grenze zu Niederschlesien. Der Ort liegt fünf Kilometer südwestlich vom Gemeindesitz Lewin Brzeski (Löwen), 23 Kilometer südöstlich von der Kreisstadt Brzeg (Brieg) und 32 Kilometer nordwestlich von der Woiwodschaftshauptstadt Opole (Oppeln). 
Sarny Małe liegt in der Nizina Śląska (Schlesische Tiefebene) am Rande der Dolina Nysy Kłodzkiej (Glatzer Neiße-Tal) hin zur Równina Niemodlińska (Falkenberger Ebene). Sarny Małe liegt am rechten Ufer der Glatzer Neiße. Südlich des Dorfes verläuft die Autostrada A4.

### Nachbarorte
Nachbarorte von Sarny Małe sind im Westen Sarny Wielkie (Groß Sarne) sowie im Nordosten Stroszowice (Stroschwitz).

## Geschichte
Erstmals erwähnt wurde der Ort im Jahr 1410. 1534 erfolgte eine Erwähnung als Sarny.
Nach dem Ersten Schlesischen Krieg 1742 fiel Klein Sarne mit dem größten Teil Schlesiens an Preußen.
Nach der Neuorganisation der Provinz Schlesien gehörte die Landgemeinde Klein Sarne ab 1816 zum Landkreis Falkenberg O.S. im Regierungsbezirk Oppeln. 1845 bestanden im Dorf ein Vorwerk, eine evangelische Schule und 29 Häuser. Im gleichen Jahr lebten in Klein Sarne 287 Menschen, davon 60 evangelisch. 1855 lebten im Ort 328 Menschen. 1865 zählte der Ort 15 Gärtner und 20 Häusler. 1874 wurde der Amtsbezirk Nicoline gegründet, welcher aus den Landgemeinden Arnsdorf, Hilbersdorf, Klein Sarne, Rauske und Stroschwitz und den Gutsbezirken Arnsdorf, Hilbersdorf, Klein Sarne, Rauske und Stroschwitz bestand. 1885 zählte Hilbersdorf 589 Einwohner. 1885 zählte Klein Sarne 273 Einwohner.
1933 hatte Klein Sarne 415, 1939 wiederum 472 Einwohner. Bis 1945 befand sich der Ort im Landkreis Falkenberg O.S.
Am 22. Januar 1945 setzte die Rote Armee bei Eichenried über die Oder. Durch Kämpfe im Ort wurde ein Großteil der Bebauung zerstört. Danach kam der bisher deutsche Ort unter polnische Verwaltung und wurde in Sarny Małe umbenannt und der Woiwodschaft Breslau zugeordnet. Die verbliebene deutsche Bevölkerung wurde im Juni 1946 größtenteils vertrieben. 1950 kam der Ort zur Woiwodschaft Opole. Mit Abschluss des Zwei-plus-Vier-Vertrages endete die völkerrechtliche Verwaltung des Ortes und er wurde Teil Polens. 1999 kam der Ort zum Powiat Brzeski.